# Abpfiff!
Abpfiff!, tyska för avblåsning, var en kampanj under fotbolls-VM 2006 där bland annat Tyska kvinnorådet arbetade för bättre villkor för tyska sexarbetare och mot trafficking.